# 李杰翔
李杰翔（1964年3月—），男，汉族，内蒙古准格尔旗人，中华人民共和国政治人物。中央党校经济管理专业毕业，研究生学历。 1985年1月加入中国共产党，1985年7月参加工作。

## 仕途

### 内蒙古
李杰翔1982年考入包头师范专科学校中文专业，1985年7月毕业并留校任职，担任校党委组织部干部、教务处干部。
1986年6月，李杰翔调动到中共包头市委办公厅政工科任科员，走上仕途。2000年起，历任中共包头市石拐区委副书记、区长，中共包头市石拐区委书记，中共土默特右旗旗委书记、旗人大常委会主任，中共包头市委常委、副市长，中共通辽市委常委、副市长等职务。2013年5月，任内蒙古自治区发展和改革委员会副主任、党组成员兼能源开发局局长（正厅级）。
2015年4月，任中共呼和浩特市委副书记、代市长。2016年2月，正式当选为呼和浩特市市长。2017年5月，任中共内蒙古自治区党委常委、通辽市委书记。

### 青海
2019年9月，调任中共青海省委常委，青海省人民政府常务副省长、党组副书记。2022年1月，当选为青海省人大常委会副主任，同时担任省人大常委会党组书记。

## 落马
2022年4月7日，中共青海省委常委，省人大常委会副主任、党组书记李杰翔涉嫌严重违纪违法，目前正接受中央紀委國家監委紀律審查和監察調查。同日晚，中共青海省委书记信长星主持召开省委常委会扩大会议，通报李杰翔被查一事。常委会组成人员一致表示坚决拥护党中央决定。同年9月，遭到开除党籍、开除公职处分，且受到最高人民检察院依法以涉嫌受贿罪逮捕。2023年1月，天津市人民检察院第二分院针对李杰翔涉嫌受贿一案向天津市第二中级人民法院提起公诉。天津市人民检察院第二分院指控：2004年初至2021年10月，被告人李杰翔利用担任内蒙古自治区土默特右旗委书记，包头市委常委、土默特右旗委书记，包头市委常委、副市长，通辽市委常委、副市长，呼和浩特市委副书记、副市长、代理市长、市长，内蒙古和林格尔新区党工委书记，内蒙古自治区党委常委、通辽市委书记等职务上的便利以及职权、地位形成的便利条件，为相关单位和个人在工程承揽、职务晋升、获取财政补贴等事项上提供帮助，直接或通过他人非法收受财物共计折合人民币8823万余元。检察机关提请以受贿罪追究李杰翔的刑事责任。
2024年2月27日，天津市第二中级人民法院一审宣判，对李杰翔以受贿罪判处无期徒刑，剥夺政治权利终身，并处没收个人全部财产。
李杰翔是中共十九大后第一个落马的青海省委常委，也是2022年第一个在任上被查的省级党委常委，同时是继傅铁钢、宋亮之后第三位落马的前通辽市委书记。官方简历显示，2020年，李杰翔曾担任木里煤田非法开采问题调查组组长，时任青海省副省长文国栋因此事件落马。媒体发现，李杰翔担任呼和浩特市长时的市委书记是云光中（2019年6月落马）。李杰翔的落马可能是内蒙古能源领域“倒查20年”的结果。